# 佐賀関市民センター
佐賀関市民センター（さがのせきしみんセンター）は、大分県大分市大字佐賀関にある行政機関である。

## 概要
老朽化した佐賀関支所や佐賀関公民館を代替する目的で建てられた建物で、2008年(平成20年)11月10日にオープンした。館内にはこどもルームや老人いこいの家などもある。